# 1783 Albitskij
Az 1783 Albitskij (ideiglenes jelöléssel 1935 FJ) a Naprendszer kisbolygóövében található aszteroida. Grigorij Neujmin fedezte fel 1935. március 24-én.